# Abudefduf bengalensis
Abudefduf bengalensis är en fiskart som först beskrevs av Bloch, 1787.  Abudefduf bengalensis ingår i släktet Abudefduf och familjen Pomacentridae. Inga underarter finns listade i Catalogue of Life.